# 松尾妙子
松尾 妙子（まつお　たえこ、1977年3月12日 - ）は、元タレント。魚座。血液型A型。

## 経歴
福岡県出身。日本テレビ系列のバラエティ番組「恋のから騒ぎ」の素人女性レギュラー出演者、いわゆる「から騒ぎメンバー」として出演したのがきっかけで、地元福岡を中心とするタレントとして活躍していた。RKBテレビのバラエティ番組「ピーチーズの@お気に入り」では、当初はブラックピーチーズのメンバーの一人として出演し、後に本庄麻里子アナの後任として、同番組のリーダー的存在となった。
その後、芸能界を引退。結婚し、国外で暮らしている。

## タレント時代等の経歴

### テレビ出演
- 恋のから騒ぎ（日本テレビ系列全国ネット）
- ピーチーズの@お気に入り（RKBテレビ）

### 出版
- Love sea of Paradise （ブラックピーチーズ時代に四人祭の一員として出版した音楽CD、発売元「RKB Records」）